# Max Hünten
Pour les articles homonymes, voir Hünten.
Max Hünten (né le 25 septembre 1869 à Düsseldorf, mort le 25 mai 1936 à Zingst) est un peintre allemand.

## Biographie
Max Hünten est le fils du peintre de scènes historiques Emil Hünten. À l'académie des beaux-arts de Düsseldorf, il est de 1888 à 1889 l'élève de Hugo Crola et Heinrich Lauenstein et de 1892 à 1893 d'Adolf Schill, Eduard Gebhardt et Arthur Kampf. Il va aussi à l'Académie Julian à Paris.
Après ses études, il reste vivre à Düsseldorf. Il devient propriétaire de la maison au 41 de la Prinz-Georg-Straße (de) construite en 1907 par Gottfried Wehling (de) et qui sera habitée par les Français au moment de l'occupation de la Ruhr.
Hünten est membre de la société générale d'art allemande.
Il fait un voyage dans le Darss (de) puis s'installe avec Mary, sa femme germano-irlandaise qu'il a épousée à Düsseldorf, au milieu des années 1920 à Zingst.